# Yasothon (provincie)
Yasothon is een provincie in het noordoosten van Thailand in het gebied dat ook wel Isaan wordt genoemd. In december 2002 had de provincie 553.864 inwoners, het is daarmee de 44e provincie qua bevolking in Thailand. Met een oppervlakte van 4161,6 km² is het de 54e provincie qua omvang in Thailand. De provincie ligt op ongeveer 531 kilometer van Bangkok. Yasothon grenst aan Mukdahan, Ubon Ratchathani, Sisaket en Roi Et en ligt niet aan zee.

## Provinciale symbolen
|  | Het provinciale zegel van Yasothon toont twee leeuwen voor de chedi Pra Anon in de tempel Wat Maha That in de stad Yasothon. De leeuwen herinneren aan een legende over de stichting van de stad. Onderaan is een lotusbloem te zien, want de Nymphaea lotus is de provinciale bloem. De provinciale boom is Anisoptera costata. |

## Politiek

### Bestuurlijke indeling
De provincie is onderverdeeld in 9 districten (Amphoe), die weer onderverdeeld zijn in 78 gemeenten (tambon) en 835 dorpen (moobaan).
| Amphoe 1. Mueang Yasothon 2. Sai Mun 3. Kut Chum 4. Kham Khuean Kaeo 5. Pa Tio 6. Maha Chana Chai 7. Kho Wang 8. Loeng Nok Tha 9. Thai Charoen |